# Sollevamento pesi ai Giochi della XXI Olimpiade - Pesi piuma
La competizione della categoria pesi piuma (fino a 60 kg) di sollevamento pesi ai Giochi della XXI Olimpiade si è svolta il giorno 20 luglio 1976 all'Aréna Saint-Michel di Montréal.

## Regolamento
La classifica era ottenuta con la somma delle migliori alzate delle seguenti 2 prove:
- Strappo
- Slancio

Su ogni prova ogni concorrente aveva diritto a tre alzate. In caso di parità vinceva il sollevatore che pesava meno.

## Risultati
| Pos.    | Atleta             | Nazione          | Peso Atleta | Strappo | Strappo | Strappo | Strappo | Slancio | Slancio | Slancio | Slancio | Totale |
| Pos.    | Atleta             | Nazione          | Peso Atleta | 1       | 2       | 3       | Tot     | 1       | 2       | 3       | Tot     | Tot    |
| ------- | ------------------ | ---------------- | ----------- | ------- | ------- | ------- | ------- | ------- | ------- | ------- | ------- | ------ |
| Oro     | Nikolaj Kolesnikov | Unione Sovietica | 59,25       | 120,0   | 125,0   | 125,0   | 125,0   | 155,0   | 160,0   | -       | 160,0   | 285,0  |
| Argento | Georgi Todorov     | Bulgaria         | 58,85       | 122,5   | 127,5   | 127,5   | 122,5   | 152,5   | 152,5   | 157,5   | 157,5   | 280,0  |
| Bronzo  | Kazumasa Hirai     | Giappone         | 59,75       | 120,0   | 120,0   | 125,0   | 125,0   | 150,0   | 157,5   | 157,5   | 150,0   | 275,0  |
| 4       | Takashi Saitō      | Giappone         | 59,80       | 110,0   | 110,0   | 110,0   | 110,0   | 145,0   | 152,5   | 152,5   | 152,5   | 262,5  |
| 5       | Eduard Weitz       | Israele          | 59,90       | 110,0   | 110,0   | 115,0   | 110,0   | 145,0   | 150,0   | 152,5   | 152,5   | 262,5  |
| 6       | Dawud Maleki       | Iran             | 59,60       | 110,0   | 115,0   | 115,0   | 115,0   | 140,0   | 145,0   | 147,5   | 145,0   | 260,0  |
| 7       | Pedro Fuentes      | Cuba             | 60,00       | 112,5   | 117,5   | 117,5   | 112,5   | 145,0   | 150,0   | 150,0   | 145,0   | 257,5  |
| 8       | Om Jong-guk        | Corea del Nord   | 59,85       | 110,0   | 110,0   | 110,0   | 110,0   | 145,0   | 150,0   | 150,0   | 145,0   | 255,0  |
| 9       | Andrés Santoyo     | Messico          | 59,95       | 105,0   | 110,0   | 112,5   | 112,5   | 132,5   | 137,5   | 137,5   | 137,5   | 250,0  |
| 10      | Giuseppe Tanti     | Italia           | 59,65       | 105,0   | 110,0   | 112,5   | 110,0   | 137,5   | 142,5   | 142,5   | 137,5   | 247,5  |
| 11      | Dominique Bidard   | Francia          | 59,80       | 105,0   | 105,0   | 110,0   | 105,0   | 135,0   | 140,0   | 145,0   | 140,0   | 245,0  |
| 12      | Chua Koon Siong    | Singapore        | 59,10       | 100,0   | 100,0   | 100,0   | 100,0   | 130,0   | 135,0   | 137,5   | 130,0   | 230,0  |
| 13      | Victor Daniels     | Regno Unito      | 59,90       | 100,0   | 100,0   | 100,0   | 100,0   | 127,5   | 127,5   | 132,5   | 127,5   | 227,5  |
| –       | Antoni Pawlak      | Polonia          | 59,85       | 120,0   | 125,0   | 125,0   | 120,0   | 150,0   | 150,0   | 150,0   | -       | DNF    |
| –       | Todor Todorov      | Bulgaria         | 59,55       | 120,0   | 120,0   | 120,0   | -       | -       | -       | -       | -       | DNF    |
| –       | Jan Łostowski      | Polonia          | 59,85       | 120,0   | 120,0   | 120,0   | -       | -       | -       | -       | -       | DNF    |
| –       | Arne Norrback      | Svezia           | 59,75       | 105,0   | 105,0   | 105,0   | -       | -       | -       | -       | -       | DSQ    |